# Energimyndigheten
Energimyndigheten, formellt Statens energimyndighet (STEM), är en svensk statlig förvaltningsmyndighet, som sorterar under Klimat- och näringslivsdepartementet. Energimyndigheten är förvaltningsmyndighet för frågor om användning och tillförsel av energi, och har ansvar för att ställa om Sveriges energisystem till att bli ekonomiskt och miljömässigt hållbart samt sörja för en trygg energiförsörjning.
Energimyndigheten ska verka för hållbar tillförsel, omvandling, distribution och användning av energi. Myndigheten ska samordna arbetet med omställningen av energisystemet och verka för en ökad användning av förnybara energikällor, särskilt vindkraft.
Myndigheten ska också främja forskning, utveckling, demonstration, innovation, affärsutveckling och kommersialisering, marknadsintroduktion av ny energiteknik och nya tjänster.
Energimyndigheten har sitt kontor i Eskilstuna, där även testverksamheten av energikrävande produkter är placerad.
Energimyndigheten är en enrådighetsmyndighet; från 15 augusti 2025 är Caroline Asserup myndighetens generaldirektör.
Myndigheten är från 1 oktober 2022 beredskapsmyndighet och sektorsansvarig myndighet för beredskapssektorn energiförsörjning.

## Historik
Myndigheten bildades 1998 genom utbrytning av motsvarande verksamhet hos Nätmyndigheten under NUTEK. Myndigheten har cirka 435 anställda och ligger i Eskilstuna.
Energimarknadsinspektionen är en myndighet som bildades den 1 januari 2008 som en utbrytning ur Energimyndigheten.

## Uppdrag
Energimyndighetens uppdrag fastställs i en instruktion samt ett årligt regleringsbrev från regeringen. Myndighetens långsiktiga och övergripande mål är att verka för att de så kallade 20/20/20-målen (beslutades i Europaparlamentet i december 2008), generationsmålen och miljökvalitetsmålen (delar av Sveriges miljömål, eller de s.k. 16 nationella miljömålen) ska uppnås.
Energimyndigheten följer EUs krav på att från februari 2023 fasa ut de gamla lysrören och lysrörslamporna. 

### Energimyndighetens författningssamling
Energimyndighetens författningssamling består av föreskrifter och allmänna råd.

### Energi- och klimatrådgivningen
Energi- och klimatrådgivningen (EKR) är en samhällstjänst som erbjuder lokal och kostnadsfri rådgivning till privatpersoner, organisationer och företag om hur man kan minska sin energianvändning, gå över till eller öka andelen förnybar energi, sänka sina energikostnader och samtidigt påverka miljön så lite som möjligt. Energi- och klimatrådgivningen finns i nästan alla Sveriges kommuner och finansieras av Energimyndigheten.
Energi- och klimatrådgivningen styrs av förordning (2016:385) om bidrag till kommunal energi- och klimatrådgivning.

## Energimyndighetens uppgifter i krig
Energimyndigheten har en central roll i Sveriges totalförsvar och ansvarar för att säkerställa landets energiförsörjning under krig eller höjd beredskap. Myndighetens uppgifter i sådana situationer inkluderar:
Sektorsansvarig beredskapsmyndighet: Sedan 1 oktober 2022 är Energimyndigheten sektorsansvarig myndighet för beredskapssektorn energiförsörjning. I denna roll arbetar myndigheten för att stärka samordningen mellan olika aktörer, säkerställa de viktigaste samhällsfunktionerna och öka samhällets motståndskraft mot kriser. 
Styrel-processen: Tillsammans med MSB och Svenska Kraftnät har Energimyndigheten utvecklat processen Styrel, som syftar till att säkerställa att samhällsviktiga verksamheter har tillgång till el vid bristsituationer. Styrel innebär att vid risk för elbrist stängs av de delar av elnätet som är minst känsliga för samhällsviktiga verksamheter, såsom sjukhus och räddningstjänst.
Riskberedskap inom elsektorn: Sedan 5 januari 2020 är Energimyndigheten behörig myndighet enligt EU:s riskberedskapsförordning för elsektorn. Denna förordning syftar till att förbättra samordningen inom EU kring elkriser och stärka beredskapen för att hantera elbrist.
Genom dessa åtgärder bidrar Energimyndigheten till att upprätthålla en robust och säker energiförsörjning, vilket är avgörande för Sveriges försvarsförmåga och samhällssäkerhet under krig eller höjd beredskap.